# Frederic al IV-lea, Duce de Lorena
Frederic al IV-lea, supranumit cel Luptător (în franceză Ferry IV. le lutteur; n. 15 aprilie 1282, Gondreville⁠(d) – d. 23 august 1328, Paris) a fost duce de Lorena din 1312 până în 1328. 

## Biografia
Frederic fost fiul ducelui Teobald al II-lea și al Isabelei de Rumigny (1263-1326).
În aprilie 1312 când tatăl său, Teobald al II-lea, a murit, Frederic l-a succedat, după cum confirmă Matthias Nuewenburgensis. Frederic a stăpânit domeniile familiei împreună cu frații săi, Mattia și Ugo.
După ce în 1313 împăratul Henric al VII-lea a murit, pe 18 octombrie 1314 la dieta de la Frankfurt, principii electori ai Sfântului Imperiu Roman l-au ales pe Ludovic al IV-lea (Bavarezul) din Casa de Wittelsbach ca rege romano-german împotriva lui Frederic I (cel Frumos), duce de Austria care, deși obținuse mai puține voturi, fusese încoronat rege. Frederic al IV-lea de Lorena, soțul Elisabetei de Austria (fiica lui Albert I de Habsburg) a fost susținător fervent al cumnatului său, Frederic I de Habsburg.
Pe 28 septembrie 1322, în Bătălia de la Mühldorf, au fost capturați Frederic al IV-lea de Lorena și Frederic I, duce de Austria și rege romano-german. În urma negocierilor regele Franței, Carol al IV-lea (cel Frumos) a obținut eliberarea ducelui cu condiția ca acesta să nu se mai amestece în problemele Sfântului Imperiu Roman.
Frederic a continuat și consolidat apropierea ducatului Lorena de Franța, începută de bunicul său, Frederic al III-lea.
În 1324 Frederic a participat la o campanie militară franceză împotriva englezilor în Guyenne⁠(d) sub comanda lui Carol de Valois. Între 1324 și 1326 a fost implicat în Războiul celor patru domnitori împotriva orașului Metz. În 1328, după moartea lui Carol al IV-lea, Frederic a fost de partea lui Filip de Valois, cel care a devenit ulterior rege al Franței, fiind cunoscut ca Filip al VI-lea.
În același an Frederic a intervenit în campania militară în Flandra în sprijinul contelui Ludovic I de Flandra, împotriva burghezilor revoltați.
Frederic al IV-lea de Lorena a murit în Bătălia de la Cassel pe 23 august 1328; după unele cronici a murit în timpul acestei bătălii, după altele, a murit câteva luni mai târziu, pe 21 aprilie. El a fost înmormântat în Abația Beaupré.

## Descendenții
Pe 6 august 1306 Frederic al IV-lea s-a căsătorit cu Elisabeta de Austria (1285-1352), fiica regelui Albert I de Habsburg și a Elisabetei de Gorizia-Tirol. Din această căsătorie au rezultat doi copii:
- Rudolf (Raoul), duce de Lorena (n. 1320 – d.1346 în Bătălia de la Crécy); prima căsătorie cu Aliénor de Bar (d. 1333) fiica lui Eduard I, conte de Bar; a doua căsătorie cu Marie de Châtillon, numită Marie de Blois (d. 1363) regentă a Lorenei începând din 1346, fiica lui Guy I de Châtillon, conte de Blois și Dunois (Casa de Châtillon);[13]
- Margareta (d. după 1376); prima căsătorie cu Jean de Chalon, stăpânul Auberive (d. 1360) (Casa de Burgundia-Ivrea); a doua căsătorie cu Conrad, conte de Freiburg, (d. înainte de 1362); a treia căsătorie cu Ulrich al IV-lea de Rappoltstein (d. 1377).[14]

Rudolf a avut și un fiu nelegitim a cărui mamă nu este cunoscută ca nume și origine: Albert (născut înainte de 1329 – d. c. 1395), menționat în testamentul lui Rudolf.